# Ali Faez
Ali Faez Atiyah (arabisch علي فائز عطية, DMG ʿAlī Fāʾiz ʿAṭṭīya) oder kurz Ali Faez (* 9. September 1994 in Bagdad) ist ein irakischer Fußballspieler.

## Karriere

### Verein
Faez begann mit dem Vereinsfußball in der irakischen Fußballschule Al-Shorta SC. Hier wurde er 2010 in den Profikader aufgenommen. Nach einer Saison verließ er diesen Klub und spielte nachfolgend der Reihe nach für die Vereine Al-Karkh SC, Erbil SC und Al-Shorta SC.
Im Sommer 2016 wechselte er zum türkischen Erstligisten Çaykur Rizespor. Für die Saison 2017/18 lieh ihn Rizespor an seinen vorherigen Klub aus.

### Nationalmannschaft
Faez startete seine Nationalmannschaftskarriere 2009 mit einem Einsatz für die irakische U-20. Mit der irakischen U-20 nahm er an der U-20-Fußball-Weltmeisterschaft 2013 teil und wurde mit ihr Turniervierter.
Nachfolgend spielte er auch für die irakische U-23-Nationalmannschaft.
Seit 2013 wird Faez in den Kader der irakischen Nationalmannschaft nominiert.

## Erfolge
Irakischen U-20-Nationalmannschaft
- U-20-Weltmeisterschaft: Vierter 2013